# Xavier Buff

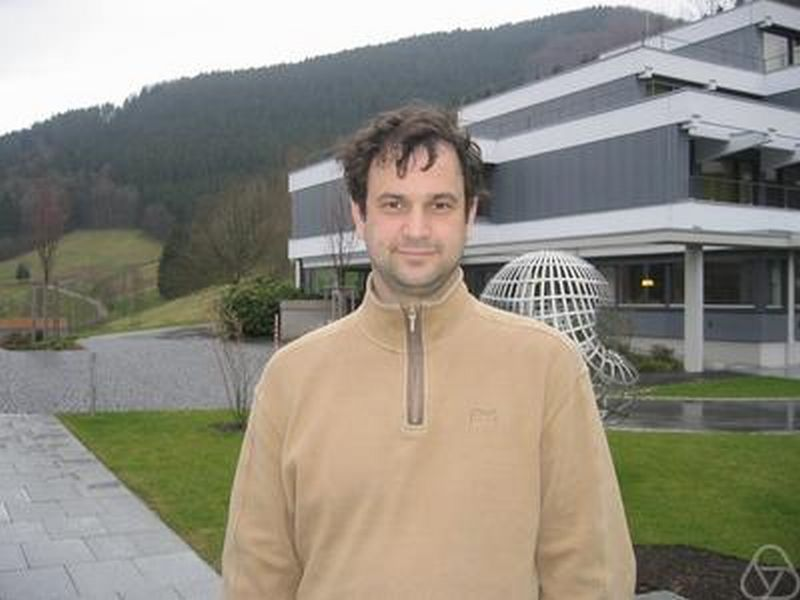
Xavier Buff, Oberwolfach 2008

Xavier Buff (* 16. Dezember 1971) ist ein französischer Mathematiker, der sich mit Dynamischen Systemen befasst.
Buff wurde 1996 bei Adrien Douady an der Universität Paris-Süd promoviert (Points fixe de renormalisation). Als Post-Doktorand war er 1997/98 H. C. Wang Assistant Professor an der Cornell University. Ab 1998 war er Maitre de conférences an der Universität Toulouse (Paul Sabatier), habilitierte sich dort 2006 (Disques de Siegel et ensembles de Julia d'aire strictement positive) und war dort ab 2008 Professor.
2010 war er Gastredner auf dem Internationalen Mathematikerkongress in Hyderabad (Quadratic Julia Sets with Positive Area, mit Arnaud Chéritat).  2006 erhielt er den Prix Leconte der Academie des Sciences mit Arnaud Chéritat für ihre gemeinsame Arbeit zu Julia-Mengen mit positivem Maß (sie bewiesen die Existenz quadratischer Polynome, deren Julia-Menge positives Lebesgue-Maß hat). Mit Chéritat und Pascale Roesch erhielt er 2008 einen European Research Council Starting Grant. 2009 wurde er Mitglied des Institut Universitaire de France.

## Schriften
- mit A. Chéritat: Quadratic Julia sets with positive area, Annals of Mathematics, Band 176, 2012, S. 673–746
- mit A. Chéritat: The Yoccoz Function Continuously Estimates the Size of Siegel Disks, Annals of Mathematics, Band 164, 2006, S. 265–312.
- The Brjuno function continuously estimates the size of quadratic Siegel disks, Annals of Mathematics, Band 163, 2006, S. 1–48
- mit A. Chéritat: Upper Bound for the Size of Quadratic Siegel Disks, Inventiones Mathematicae, Band 156, 2004, S. 1–24
- mit C. Henriksen: Julia sets in parameter spaces, Communications in Mathematical Physics, Band 220, 2001, S. 333–375.
- mit A. Chéritat: Ensembles de Julia quadratiques de mesure de Lebesgue strictement positive, C. R. Acad. Sci. Paris, Band 341, 2005, S. 669–674.
- mit Leila Schneps, Jérôme Fehrenbach, Pierre Lochak, Pierre Vogel: Moduli Spaces of Curves, Mapping Class Groups and Field Theory, AMS and SMF 2003